# Arcturus setosus
Arcturus setosus är en kräftdjursart som beskrevs av Gurjanova 1933. Arcturus setosus ingår i släktet Arcturus och familjen Arcturidae. Inga underarter finns listade i Catalogue of Life.